# Bon-Bon
Bon-Bon (vormals: PayNowEatLater) ist eine am 22. März 2020 von vier Hamburger Startup-Gründern ins Leben gerufene gemeinnützige Initiative, die es Gastronomen über Online-Verkäufe von Restaurant-Gutscheinen während der Corona-Krise ermöglichte, trotz Lockdown eine Einnahmequelle zu haben. Bis Oktober 2023 war die Initiative unter dem Namen PayNowEatLater (deutsch: „Zahle jetzt, iss später“) bekannt.
Neben Unterstützung vom Bundesgesundheitsministerium sowie zahlreichen Medien-Berichten, konnte die Initiative auch durch TV-Spots bundesweit große Aufmerksamkeit erreichen. So konnten innerhalb von 8 Wochen nach Start der Initiative bereits über eine Million Euro an verkauften Gutscheinen für die damals mehr als 1000 teilnehmenden Restaurants verbucht werden. Nach eigenen Angaben verfügt die Initiative mittlerweile über mehr als 10.000 teilnehmende Gastronomien (Stand: Mai 2025).
Aus der Initiative ist nun ein Unternehmen entstanden, welches sich weiterhin gemeinnützig engagiert: Ein Teil der Gutscheinerlöse fließen in gemeinsame Projekte mit der Welthungerhilfe, wodurch mit jedem Gutscheinverkauf eine Schulmahlzeit in Schulmahlzeitenprojekten der Welthungerhilfe in Malawi und Burundi finanziert werden.

## Belege
1. ↑  Pauline Schnor: Corona-Krise: Diese Projekte helfen Geschäften und Restaurants. In: Die Welt. 29. März 2020 (welt.de [abgerufen am 14. August 2020]).
2. ↑  Bon-Bon: PayNowEatLater heißt jetzt BON BON. 7. Oktober 2023, abgerufen am 9. Oktober 2023 (deutsch).
3. ↑  Initiativen stellen sich vor: Pay Now Eat Later. Abgerufen am 14. August 2020.
4. ↑  Werben & Verkaufen: Werbespots zur Rettung der Gastronomie | W&V. 17. April 2020, abgerufen am 14. August 2020.
5. ↑  Norbert Schmidt: #PayNowEatLater generiert eine Million Euro für Gastronomen. In: Ganz-Hamburg. 25. Mai 2020, abgerufen am 14. August 2020.
6. ↑  #PayNowEatLater generiert 1 Million Euro für Gastronomen. 18. Mai 2020, abgerufen am 14. August 2020.
7. ↑  BON BON - Der Restaurant-Gutschein als Aussteller auf der OMR. Abgerufen am 9. Oktober 2023 (deutsch).
8. ↑  Mit dem Verkauf von Restaurantgutscheinen schafft BON BON Perspektiven für Kinder in Malawi und Burundi. In: Website der Welthungerhilfe. Abgerufen am 13. August 2025.
9. ↑  Hamburger Initiative: Aus der Not zum Weltverbesserer. In: MOPO. 27. Oktober 2021, abgerufen am 3. Juni 2022 (deutsch).